# Carticasi
Carticasi (/kartiˈkazi/, in corso /kɛrtiˈɡazi/) è un comune francese di 36 abitanti situato nel dipartimento dell'Alta Corsica nella regione della Corsica.

## Società

### Evoluzione demografica
Abitanti censiti